# 西村郎
西村 郎（にしむら ろう）は、日本の俳優、スーツアクター、スタントマン。血液型はA型。

## 人物
北海道札幌市出身。北海道立大麻高等学校卒業後、日本体育大学に入学し、卒業。主にウルトラシリーズのスーツアクターとして活動し、特撮監督の村石宏實からはミクラスの演技を評価されている。現在は東京都八王子市にて西村餃子店をしている。

## 出演履歴

### テレビドラマ
- ウルトラマンマックス（メタシサス、ヘイレン、クラウドス、ユニジン）
- ウルトラマンメビウス（ディノゾール、ミクラス、グドン、フェミゴンフレイム）
- ULTRASEVEN X（ペジネラ）
- ウルトラギャラクシー大怪獣バトル（テレスドン、ネロンガ、ベムスター、ルナチクス、アーストロン、バンピーラ、アングロス、アリゲラ）
- ウルトラギャラクシー大怪獣バトル NEVER ENDING ODYSSEY（ゴモラ、ミクラス、ガッツ星人（RB）、ナックル星人）

### 映画
- 大決戦!超ウルトラ8兄弟（キングゴルドラス[1]・ダイナ空中カット）

### 舞台
- TRIBELATE（トリビュレート） 新感覚アクションプロレス『REMIX』（忍者）